# Афричка љубичица
Афричка љубичица (Saintpaulia ionantha)род је са 6–20 врста зељастих вишегодишњих цветајућих биљки из фамилије Gesneriaceae. Сматра се прародитељем за више од 1000 варијатета. Њихово природно станиште је Танзанија и суседна југоисточна област Кеније у источној тропској Африци. Афричка љубичица се типично гаји као кућна биљка.

## Опис биљке
Ова биљка нема стабло.

### Листови
Листови полазе директно из земље, округласти су, длакави и сочни. Обод листа је мало назубљен. Лист се лако ломи. Боја му је тамнозелена са лица, а са наличја ружичаста. Листови образују розету.

### Цвасти
Из средине розете излазе цветне дршке дужине од 7-12 cm. Цвасти су састављене од 5-6 цветова, скупљених у метлицу. Боја, као и форма цвета, је различита. Цвет је најчешће бео, ружичаст, плав, розе итд. Цвет може бити прост и пун. Цвета преко целе године, што је чини изузетном саксијском врстом.

## Размножавање
Најчешћи облик размножавања је лисним резницама, мада се често размножава и деобом розете.

### Размножавање лисним резницама
Листом се размножава тако што се лист, заједно са петељком дужине 1,5-2 cm, забада у песак, односно у смешу тресета и песка, на дубину од 1,5 cm. Резнице се не излажу директној Сунчевој светлости, али им треба обезбедити довољно светла, повећану релативну влажност ваздуха и умерену влажност супстрата. Резнице се оживљавају за око месец дана. Младе биљке се пажљиво саде у саксије, у супстрат који чине лисњача, тресет и песак, у односу 4:1:1, и чувају у умерено топлим просторијама. У почетку их треба редовно заливати и заклањати од директне Сунчеве светлости.

### Размножавање деобом розете
Размножавање афричке љубичице дељењем розете мање се примењује, зато што се овим начином добија мањи број нових биљака.

## Гајење и примена
Заливају се одстајалом водом, при чему треба водити рачуна да се не квасе листови. Квашење листова, као и држање на директној Сунчевој светлости доводи до стварања мрља на листовима, због чега биљка губи од естетске вредности. Saintpaulia захтева светле просторије са температуром 18-25°c, која је и оптимална за ову врсту. С обзиром да цвета током целе године најчешћи је украс прозора и драги поклон нашим дамама.